# Doncaster Rovers Belles LFC
Doncaster Rovers Belles LFC är en fotbollsklubb i Doncaster i England i Storbritannien. Klubben, som tidigare kallades,Doncaster Belles LFC bildades 1969 och vann engelska ligamästerskapet 1994.